# Cebu-Pacific-Flug 387
Auf dem Cebu-Pacific-Flug 387 (Flugnummer IATA: 5J387, ICAO: CEB387) wurde am 2. Februar 1998 eine Douglas DC-9-32 mit dem Luftfahrzeugkennzeichen RP-C1507 der Cebu Pacific, mit der ein Inlandslinienflug von Manila über Tacloban nach Cagayan de Oro durchgeführt werden sollte, am Berg Sumagaya ins Gelände geflogen. Bei dem Unfall starben alle 104 Personen an Bord der Maschine. Bis zum Unfall auf dem
Air-Philippines-Flug 541 am 19. April 2000 war es der schwerste Unfall auf den Philippinen.

## Flugzeug
Bei der betroffenen Maschine handelte es sich um eine Douglas DC-9-32, die im Werk von McDonnell Douglas in Long Beach im Bundesstaat Kalifornien endmontiert wurde. Das Flugzeug trug die Werksnummer 47069, es handelte sich um die 175. Douglas DC-9 aus laufender Produktion. Das Roll-out der Maschine erfolgte am 17. August 1967. Die Maschine wurde mit dem Luftfahrzeugkennzeichen CF-TLQ zugelassen und am 30. September 1967 an die Air Canada ausgeliefert. Die Maschine erhielt dort die Flottennummer 716. Am 1. Januar 1974 wurde das Luftfahrzeugkennzeichen der Maschine in C-FTLQ geändert. Die Maschine blieb bis zu ihrer Außerbetriebsetzung am 3. März 1997 bei der Air Canada. Anschließend übernahm die Cebu Pacific die Maschine und ließ diese mit dem neuen Luftfahrzeugkennzeichen RP-C1507 wieder zu. Das zweistrahlige Schmalrumpfflugzeug war mit zwei Triebwerken des Typs Pratt & Whitney JT8D-7B ausgestattet. Bis zum Zeitpunkt des Unfalls hatte die Maschine eine Gesamtbetriebsleistung von 73.784 Betriebsstunden absolviert.

## Passagiere und Besatzung
An Bord der Maschine befanden sich fünf Besatzungsmitglieder und 94 Passagiere mit philippinischer Staatsangehörigkeit, darunter fünf Kinder. Außerdem waren fünf ausländische Passagiere an Bord.
| Staatsangehörigkeit | Passagiere | Besatzung | Gesamt |
| ------------------- | ---------- | --------- | ------ |
| Philippinen         | 94         | 5         | 99     |
| Australien          | 1          | -         | 1      |
| Österreich          | 1          | -         | 1      |
| Japan               | 1          | -         | 1      |
| Schweiz             | 1          | -         | 1      |
| Kanada              | 1          | -         | 1      |
| Gesamt              | 99         | 5         | 104    |

## Unfallhergang
Die Maschine verließ Manila um 9 Uhr Ortszeit und sollte um 11:03 Uhr in Cagayan de Oro eintreffen. Um 10:20 Uhr erfolgte eine Zwischenlandung in Tacloban. Ein letzter Funkkontakt mit der Flugsicherung in Cagayan de Oro erfolgte 15 Minuten vor der geplanten Landung des Flugzeugs. Der Kapitän sagte, er sei 68 Kilometer vom Flughafen entfernt und kündigte an, den Sinkflug einzuleiten. Es gab keine Hinweise darauf, dass das Flugzeug sich in Schwierigkeiten befunden hätte. Das Wetter war gut und die Maschine wurde im Sichtflug geflogen. Die Maschine wurde 45 Kilometer vom Flughafen entfernt in den Berg Sumagaya geflogen.

## Ursache
Während ein Controlled flight into terrain als Unfallart schnell feststand, herrscht in den Philippinen eine Kontroverse hinsichtlich der Ursache für den Unfall. Die Maschine war im Sichtflug geflogen worden. Während der Himmel am Flughafen klar war, seien die Berge möglicherweise von Nebel bedeckt. Generalstabschef Clemente Mariano spekulierte, dass das Flugzeug fast die Spitze des Berges überflogen hatte, aber möglicherweise in einen Abwind geriet, wodurch es gegen den Berg flog. Jesus Dureza, der Krisenmanager während der Rettung und Bergungsoperationen, sagte, er habe herausgefunden, dass die Anflugkarten des Lufttransportbüros die Höhe des Berges fehlerhaft mit 5.000 Fuß über dem Meeresspiegel auflisteten, während der Berg tatsächlich 6.000 Fuß über dem Meeresspiegel liegt. Dieser Fehler könnte die Piloten irregeführt haben, sodass sie glaubten, dass sie sich in einer sicheren Flughöhe befanden, während sie tatsächlich gefährlich tief flogen. Die Luftfahrtbehörde hingegen wies in einem Bericht auf ein defizitäres Pilotentraining hin.